# Ireneusz (Awramidis)
Ireneusz, imię świeckie Ireneos Awramidis (ur. 1956 w Nigricie) – grecki duchowny prawosławny w jurysdykcji Patriarchatu Konstantynopola, od 2014 biskup pomocniczy Greckiej Metropolii Francji, ze stolicą tytularną w Rigionie.

## Życiorys
W 1988 przyjął święcenia diakonatu, a 11 listopada 1990 prezbiteratu. 8 lutego 2015 otrzymał chirotonię biskupią.